# Communauté de communes Sud Retz Atlantique
Die Communauté de communes Sud Retz Atlantique ist ein französischer Gemeindeverband mit der Rechtsform einer Communauté de communes im Département Loire-Atlantique in der Region Pays de la Loire. Sie wurde am 15. Dezember 2016 gegründet und umfasst acht Gemeinden (Stand: 1. Januar 2020). Der Verwaltungssitz befindet sich in der Gemeinde Machecoul-Saint-Même.

## Historische Entwicklung
Der Gemeindeverband entstand mit Wirkung vom 1. Januar 2017 durch die Fusion der Vorgängerorganisationen
- Communauté de communes de la Région de Machecoul sowie
- Communauté de communes de la Loire Atlantique Méridonale.

Am 1. Januar 2020 verließ die Gemeinde Villeneuve-en-Retz den Verband und wechselte zum Gemeindeverband Pornic Agglo Pays de Retz.

## Mitgliedsgemeinden
| Gemeinde                                   | Einwohner 1. Januar 2022 | Fläche km² | Dichte Einw./km² | Code INSEE | Postleitzahl |
| ------------------------------------------ | ------------------------ | ---------- | ---------------- | ---------- | ------------ |
| Corcoué-sur-Logne                          | 3.209                    | 50,39      | 64               | 44156      | 44650        |
| La Marne                                   | 1.578                    | 17,8       | 89               | 44090      | 44270        |
| Legé                                       | 4.769                    | 63,32      | 75               | 44081      | 44650        |
| Machecoul-Saint-Même                       | 7.665                    | 84,89      | 90               | 44087      | 44270        |
| Paulx                                      | 2.042                    | 35,92      | 57               | 44119      | 44270        |
| Saint-Étienne-de-Mer-Morte                 | 1.764                    | 27,33      | 65               | 44157      | 44270        |
| Saint-Mars-de-Coutais                      | 2.644                    | 34,67      | 76               | 44178      | 44680        |
| Touvois                                    | 1.936                    | 39,21      | 49               | 44206      | 44650        |
| Communauté de communes Sud Retz Atlantique | 25.607                   | 353,53     | 72               | –          | –            |